# Ak Burhan
Ak Burhan (arab. آق برهان) – wieś w Syrii, w muhafazie Aleppo. W 2004 roku liczyła 627 mieszkańców.